# Alphonso Lisk-Carew
Alphonso Sylvester Lisk-Carew (1887–1969) fue un fotógrafo de Sierra Leona activo con su hermano Arthur en Freetown entre 1905 y 1925.
Entre otras actividades, fotografiaron en 1910 la visita de Arturo de Connaught, padre de la princesa heredera al trono de Suecia Margarita de Connaught.

## Galería